# Реторбидо
Реторбидо (итал. Retorbido) је насеље у Италији у округу Павија, региону Ломбардија.
Према процени из 2011. у насељу је живело 1419 становника. Насеље се налази на надморској висини од 161 м.

## Становништво
Према резултатима пописа становништва 2011. у општини је живело 1.506 становника.
| 1931. | 1936. | 1951. | 1961. | 1971. | 1981. | 1991. | 2001. | 2011. |
| ----- | ----- | ----- | ----- | ----- | ----- | ----- | ----- | ----- |
| 2.050 | 1.795 | 1.732 | 1.496 | 1.287 | 1.188 | 1.078 | 1.170 | 1.506 |